# Impatiens ulugurensis
Impatiens ulugurensis är en balsaminväxtart som beskrevs av Otto Warburg. Impatiens ulugurensis ingår i släktet balsaminer, och familjen balsaminväxter. Inga underarter finns listade i Catalogue of Life.